# 몰라차나
몰라차나(이탈리아어: Molazzana)는 이탈리아 토스카나주 루카도에 있는 코무네이다. 피렌체에서 북서쪽으로 70km, 루카에서 북서쪽 25km 거리에 있다.